# Dark Nights: Death Metal
Dark Nights: Death Metal é um crossover de quadrinhos de Scott Snyder e Greg Capullo da DC Comics. Foi originalmente lançado em 13 de maio de 2020, mas foi remarcado para 16 de junho devido à pandemia do COVID-19.

## Enredo
Após a batalha final entre Batman e O Batman que ri, o Muro da Fonte é destruído  causando uma cadeia de eventos que liberam Perpetua de sua prisão cósmica. Apesar de Apex Lex ter capturado o Batman que ri, o último revela que o futuro que Lex viu foi uma farsa feita por Perpetua para manipulá-lo. Após essa revelação, Perpetua retira Lex de seus poderes e o devolve à Terra.
Enquanto isso, a Liga da Justiça sobreviveu à batalha contra Perpetua, depois de terem sido salvos pela Quintessência, que revela que estava protegendo algo muito importante, e depois enviou a Liga para um local desconhecido para procurá-la.
Em algum lugar, Tempus Fuginaut revisou várias Terras do Multiverso Escuro e então recruta Wally West para acessar a cadeira Mobius de Metron (que foi atualizada com os poderes do Doctor Manhattan) e restaurar o equilíbrio entre os multiversos claros e escuros. Esta ação faz com que Wally se torne uma nova persona, e com seus novos poderes, ele quer consertar toda a realidade em uma única linha do tempo, mas a presença do Batman Que Ri impede que isso aconteça.

### História principal
A deusa Perpetua assumiu o controle da Terra Primal e está destruindo a maioria das realidades, restando apenas oito, para que possa reiniciar tudo à sua imagem. Seu tenente, o Batman que ri, reforça seus caprichos por toda a Terra, auxiliados por um exército de Batmen do mal do Multiverso das Trevas. Toda a resistência foi esmagada, e até os heróis da Terra foram pressionados para a servidão. Mas quando um misterioso prisioneiro é banido para o Poços do Tártaro do Inferno (anteriormente Themyscira), ele desperta memórias na diretora: Mulher Maravilha . Quando uma reunião com a Liga da Justiça do Batman que ri (que inclui Harley Quinn, Aquaman, Mulher Maravilha, Mister Miracle; cada um vigiado com os respectivos Cavaleiro das Trevas do Multiverso das Trevas) é interrompida pelo principal Batman, a Mulher Maravilha discute com seu ex-companheiro de equipe; dizendo que não basta vencer pequenas “batalhas de rua” como Bruce, e elas precisam consertar tudo, não o que resta. Enquanto isso, no espaço, o caçador de recompensas Lobo é contratado para descobrir algo. De volta aos Poços do Tártaro, Diana se encontra com o prisioneiro, revelado um Wally West exausto. Ele reconta a Diana a história de Perpetua, como ela manipulou muitas das Crises (como a Crise nas Infinitas Terras,Crise Infinita,a Crise Final,e até mesmo o Flashpoint) anteriores nos bastidores e como ela sobreviveu à batalha anterior com a Liga da Justiça através do Batman que ri. Quando a amazona decide que a melhor causa de ação é fazer a primeira Anti-Crise, ela é confrontada pelo Batman Que Ri, a quem ela passa a estripar com uma Serra Elétrica da Verdade invisível. Embora mortos, os Cavaleiros das Trevas começaram a trabalhar para desencadear o verdadeiro plano do Batman que ri; preparando o corpo do  Bruce Wayne final. Em um abrigo subterrâneo, Batman pede a ajuda de um sargento cortado.
No Hellscape (fora do que costumava ser Washington, DC), Mulher Maravilha, Wally West e Coisa do Pântano ganham acesso ao Cemitério Valhalla, uma cripta secreta de heróis que atualmente é guardada pelos membros sobreviventes do JSA: Alan Scott, Jay Garrick, Doctor Fate e Wildcat. Batman e Jonah Hex também estão lá, no processo de recrutar um exército para fora das tumbas na cripta. O Batman desaprova a morte de Diana do Batman que Ri (já que o vilão vai apenas evoluir para um novo pesadelo), dizendo como eles precisavam lutar pequenos; mas Diana não conseguia viver com isso. Bruce planeja usar este exército para tomar Castle Bat e forjar uma nova Terra no escuro, salvando apenas quem eles puderem. Diana tenta persuadir Bruce a se juntar a ela na criação de um novo multiverso, mas ele se recusa a ouvir (ele se culpa por tudo o que aconteceu e acha que Diana cometerá os mesmos erros que ele). O plano de Diana é viajar para o Multiverso Negro e para as crises originais, roubar a energia tomada por Perpétua e dá-la a Wally para não apenas derrotar Perpétua, mas também reiniciar o Multiverso. Jay chama Barry Allen (que não conseguiu consertar isso com o Speed Force, já que não há como escapar do presente) e, junto com Diana e Bruce, planejam viajar para New Apokolips para salvar seus amigos. Enquanto isso, em Castle Bat, os Cavaleiros das Trevas conseguem transferir o cérebro do Batman que Ri para uma construção de energia baseada nos poderes do Dr. Manhattan, uma ação que pode ter repercussões se Perpétua descobrir. Neste ponto, Perpétua está arrebatando Earth-30 e avisa o Batman Que Ri sobre seres como ela que podem sentir suas ações (preocupados que possam destruí-la). The Batman Who Laughs procede para exterminar os Cavaleiros das Trevas restantes, com exceção de um Robin, que ele decide fazer de seu “Rei Robin”; ele então muda para uma nova forma (“O Cavaleiro das Trevas”), exclamando que sabe que Diana planeja refazer o Multiverso, mas ele quer fazer “52 Planetas de Pesadelos”. Em Arkham Wastes, Diana, Bruce, Barry, Hex e Harley entram na oficina de Toymaster para usar sua nova nave furtiva projetada como uma versão composta do Superman, Batman e Mulher Maravilha para ir para New Apokolips.
Em New Apokolips (Prisão dos Heróis DC restantes, dentro do coração de um sol poente), a equipe da Mulher Maravilha está combatendo um exército de Para-Robins (um amálgama de Parademons e Robins). O planeta agora é comandado por um Batman que assumiu os poderes de Darkseid; um "Darkfather", que está atualmente torturando Superman com uma nova Máquina de Assassinato inescapável projetada pelo cativo Sr. Miracle, emitindo diferentes formas de Kryptonita do Multiverso das Trevas. Quando os heróis atacam, Batman deve encontrar uma maneira de tirar o Superman da máquina sem que ele desencadeie a Anti-Vida no Kryptoniano. No entanto, quando Darkfather decide atirar em Batman com a mesma arma que usou em Darkseid em  Crise Final  (que ele modificou para apagar Batman da história), o tirano demoníaco fica surpreso ao descobrir que não funcionou (por razões que apenas Superman parece saber). Superman freia livre da máquina, com o Anel Lanterna Negra do Batman o protegendo, e dá um soco no Darkfather no espaço. Tirando os heróis restantes da superprisão, Diana revela o escopo de seu plano para salvar toda a realidade: eles vieram por Jarro, o bebê Starro que é possivelmente o ser psíquico mais poderoso do universo, para impedir que os heróis sejam detectados pelos Cavaleiros das Trevas. Com sua ajuda, a Trindade (Superman, Batman e Mulher Maravilha) entrará novamente no Multiverso Negro para exigir a energia necessária para reiniciar o Multiverso DC. Enquanto isso, o Cavaleiro das Trevas e o Robin King invadem a Cripta dos Heróis. Sabendo que estão atrás do poder de Wally, os 3 velocistas (Jay, Barry e Wally) correm, com o Cavaleiro das Trevas dando a perseguição. Na Quinta Dimensão, Lobo adquire a quinta e última caixa de “Death Metal” necessária para que  seu empregador; Lex Luthor comece a trabalhar para “mudar a história desse universo de uma vez por todas”.

### Subplot

#### Lendas dos Cavaleiros das Trevas
Seis histórias são contadas nesta edição:
- 'Eu estou aqui'  - A perspectiva do Batman Who Laughs sobre o renascimento / Origem final de Bruce Wayne
- 'Rei da dor'  - Origem de Robin King
- 'Batmanasaurus Rex'  - Conto sobre B-Rex
- 'Este Homem, Esta Cidade'  - Origem de Castle Bat
- 'Road Warrior'  - Origem da Batmobeast
- 'Eu devo me tornar'  - Origem do bebê Batman

## Títulos envolvidos

### Prelúdio
| Título / Edição                                                          | Escritor(es)                 | Artista(s)                                                                             | Colorista(s)            | Nota                                                   |
| ------------------------------------------------------------------------ | ---------------------------- | -------------------------------------------------------------------------------------- | ----------------------- | ------------------------------------------------------ |
| Flash Forward (Flash: em Frente) #1–6                                    | Scott Lobdell                | Brett Booth Norm Rapmund                                                               | Luis Guerrero           | Enredo de Heroes in Crisis (Heróis em Crise)           |
| Justice League (Liga da Justiça) (vol. 5) #29–39                         | Scott Snyder James Tynion IV | Bruno Redondo Jorge Jiménez Howard Porter Daniel Sampere Juan Albarran Francis Manapul | Hi-Fi Alejandro Sanchez | Enredo de "Justice/Doom War" ("Guerra: Justiça e Mal") |
| Year of the Villain: Hell Arisen (Ano dos Vilões: Inferno Na Terra) #1–4 | James Tynion IV              | Steve Epting Javi Fernandez                                                            | Nick Filardi            | Enredo de Year of the Villain (Ano dos Vilões)         |

### Edições principais
| Cap. | Título / Edição                                                | Escritor(es) | Artista(s) | Colorista(s) | Nota                                    | Data da publicação     | Avaliação | Total | Ref.   |
| ---- | -------------------------------------------------------------- | --- | --- | --- | --------------------------------------- | ---------------------- | --------- | ----- | ------ |
| 1    | Dark Nights: Death Metal #1                                    | Scott Snyder | Greg Capullo Jonathan Glapion | FCO Plascencia | —                                       | 17 de junho de 2020    | 9.2/10    | 26    | [ 12 ] |
| 2    | Dark Nights: Death Metal #2                                    | Scott Snyder | Greg Capullo Jonathan Glapion | FCO Plascencia | —                                       | 15 de julho de 2020    | 8.6/10    | 19    | [ 13 ] |
| 3    | Dark Nights: Death Metal - Legends of the Dark Knights         | Scott Snyder James Tynion IV Joshua Williamson Peter J. Tomasi Marguerite Bennett Frank Tieri Daniel Warren Johnson Garth Ennis                             | Tony S. Daniel Riley Rossmo Jamal Igle Francesco Francavilla Daniel Warren Johnson Joëlle Jones                                                                | Marcelo Maiolo Ivan Plascencia Chris Sotomayor Francesco Francavilla Mike Spicer Jordie Bellaire                         | —                                       | 5 de agosto de 2020    | 7.9/10    | 17    | [ 14 ] |
| 4    | Dark Nights: Death Metal #3                                    | Scott Snyder | Greg Capullo Jonathan Glapion | FCO Plascencia | —                                       | 12 de agosto de 2020   | 8.4/10    | 18    | [ 15 ] |
| 5    | Dark Nights: Death Metal Guidebook                             | Scott Snyder James Tynion IV Joshua Williamson Chip Zdarsky Becky Cloonan Vita Ayala Christopher Priest                                                     | Doug Mahnke Jaime Mendoza Khary Randolph Becky Cloonan Dan Panosian Eduardo Risso                                                                              | David Baron Emilio Lopez Tamra Bonvillain Luis Guerrero                                                                  | —                                       | 19 de agosto de 2020   | 8.4/10    | 11    | [ 17 ] |
| 6    | Dark Nights: Death Metal - Trinity Crisis                      | Scott Snyder | Francis Manapul | Ian Herring | —                                       | 1 de setembro de 2020  | 7.8/10    | 17    | [ 18 ] |
| 7    | Justice League (vol. 4) #53                                    | Joshua Williamson | Xermanico | Romulo Fajardo Jr | Enredo de "Doom Metal" ("Metal do Mal") | 1 de setembro de 2020  | 7.9/10    | 13    | [ 19 ] |
| 8    | Dark Nights: Death Metal - Speed Metal                         | Joshua Williamson | Eddy Barrows Eber Ferreira | Adriano Lucas | —                                       | 22 de setembro de 2020 | 8.6/10    | 17    | [ 20 ] |
| 9    | Dark Nights: Death Metal - Multiverse's End                    | James Tynion IV | Juan Gedeon | Mike Spicer | —                                       | 29 de setembro de 2020 | 7.5/10    | 15    | [ 21 ] |
| 10   | Dark Nights: Death Metal #4                                    | Scott Snyder | Greg Capullo Jonathan Glapion | FCO Plascencia | —                                       | 14 de outubro de 2020  | 8.2/10    | 21    | [ 22 ] |
| 11   | Justice League (vol. 4) #54                                    | Joshua Williamson | Xermanico | Romulo Fajardo Jr | Enredo de "Doom Metal" ("Metal do Mal") | 7 de outubro de 2020   | 7.8/10    | 15    | [ 23 ] |
| 12   | Justice League (vol. 4) #55                                    | Joshua Williamson | Robson Rocha Daniel Henriques | Romulo Fajardo Jr | Enredo de "Doom Metal" ("Metal do Mal") | 20 de outubro de 2020  | 7.6/10    | 13    | [ 24 ] |
| 13   | Dark Nights: Death Metal - Robin King                          | Peter J. Tomasi Tony Patrick | Riley Rossmo | Ivan Plascencia | —                                       | 20 de outubro de 2020  | 7.5/10    | 16    | [ 25 ] |
| 14   | Dark Nights: Death Metal - Rise of the New God                 | James Tynion IV | Jesus Merino Vicente Cifuentes | Ulises Arreola | —                                       | 27 de outubro de 2020  | 6.7/10    | 13    | [ 26 ] |
| 15   | Justice League (vol. 4) #56                                    | Joshua Williamson | Robson Rocha Daniel Henriques | Romulo Fajardo Jr | Enredo de "Doom Metal" ("Metal do Mal") | 3 de novembro de 2020  | 8.2/10    | 12    | [ 27 ] |
| 16   | Dark Nights: Death Metal - Infinite Hour Exxxtreme!            | Frank Tieri Becky Cloonan Sam Humphries | Tyler Kirkham Rags Morales Denys Cowan Bill Sienkiewicz | Arif Prianto Andrew Dalhouse Chris Sotomayor                                                                             | —                                       | 10 de novembro de 2020 | 8.1/10    | 17    | [ 28 ] |
| 18   | Justice League (vol. 4) #57                                    | Joshua Williamson | Xermanico | Romulo Fajardo Jr | Enredo de "Doom Metal" ("Metal do Mal") | 17 de novembro de 2020 | 7.2/10    | 10    | [ 29 ] |
| 17   | Dark Nights: Death Metal #5                                    | Scott Snyder | Greg Capullo Jonathan Glapion | FCO Plascencia | —                                       | 17 de novembro de 2020 | 8.3/10    | 18    | [ 30 ] |
| 19   | Dark Nights: Death Metal - The Multiverse Who Laughs           | Scott Snyder James Tynion IV Joshua Williamson Patton Oswalt Amanda Conner Jimmy Palmiotti Saladin Ahmed Brandon Thomas                                     | Juan Gedeon Sanford Greene Chad Hardin Scott Eaton Norm Rapmund Tom Mandrake                                                                                   | Mike Spicer David Baron Enrica Eren Angiolini Hi-Fi Sian Mandrake                                                        | —                                       | 24 de novembro de 2020 | 7.0/10    | 12    | [ 31 ] |
| 20   | Dark Nights: Death Metal - The Last Stories of the DC Universe | Joshua Williamson James Tynion IV Scott Snyder Jeff Lemire Mariko Tamaki Gail Simone Christopher Sebela Cecil Castellucci Mark Waid                         | Travis Moore Rafael Albuquerque Daniel Sampere Meghan Hetrick Christopher Mooneyham Mirka Andolfo Francis Manapul                                              | Tamra Bonvillain Ivan Plascencia Adriano Lucas Marissa Louise Enrica Eren Angiolini Andrew Dalhouse Francis Manapul      | —                                       | 8 de dezembro de 2020  | 8.7/10    | 17    | [ 32 ] |
| 21   | Dark Nights: Death Metal #6                                    | Scott Snyder | Greg Capullo Jonathan Glapion | FCO Plascencia | —                                       | 15 de dezembro de 2020 | 8.1/10    | 19    | [ 33 ] |
| 22   | Dark Nights: Death Metal - The Secret Origin                   | Scott Snyder Geoff Johns | Jerry Ordway Francis Manapul Ryan Benjamin Richard Friend Paul Pelletier Norm Rapmund                                                                          | Hi-Fi Ian Herring Rain Beredo Adriano Lucas                                                                              | —                                       | 22 de dezembro de 2020 | 9.1/10    | 21    | [ 34 ] |
| 23   | Dark Nights: Death Metal - The Last 52: War of the Multiverses | Joshua Williamson Scott Snyder Magdalene Visaggio James Tynion IV Kyle Higgins Regine Sawyer Che Grayson Marguerite Bennett Matthew Rosenberg Justin Jordan | Dexter Soy Scott Koblish Paul Pelletier Norm Rapmund Alex Maleev Scott Kollins Alitha Martinez Mark Morales Pop Mhan Inaki Miranda Rob Guillory Mike Henderson | Veronica Gandini Adriano Lucas Matt Hollingsworth John Kalisz Emilio Lopez Chris Sotomayor Eva De La Cruz Marissa Louise | —                                       | 29 de dezembro de 2020 | 7.3/10    | 16    | [ 35 ] |
| 24   | Dark Nights: Death Metal #7                                    | Scott Snyder | Greg Capullo Jonathan Glapion | FCO Plascencia | —                                       | 5 de janeiro de 2021   | 9.2/10    | 14    | [ 36 ] |

## Recepção
A série Dark Nights: Death Metal (Noites de Trevas: Death Metal) tem uma classificação média de 8.5 (de 10) com base em 143 críticas agregadas pelo site Comic Book Roundup.

## Histórico da publicação
Dark Nights: Death Metal é a continuação de Dark Nights: Metal de 2017 e conclui a produção de Scott Snyder na DC Comics; ele declarou "Tudo está voltando, queremos pagar adiante. Os Titãs Omega, Barbatos, Forjador de Mundos, tudo está voltando. Tudo o que você lê, nosso objetivo é recompensar. Tudo culmina em um ano como um evento de Metal."
Em abril de 2020, durante uma entrevista no DC Daily, Snyder garantiu que o objetivo do Death Metal é unificar todas as histórias dos principais quadrinhos do Universo DC, incluindo as histórias independentes.